# Noethers sats
Noethers sats, efter Emmy Noether, är en sats inom fysik som säger att varje kontinuerlig symmetri svarar mot en bevarandelag. 
Till exempel: 
- translationsinvarians i rummet svarar mot rörelsemängdens bevarande,
- translationsinvarians i tiden svarar mot energins bevarande,
- rotationssymmetri (isotropi) svarar mot rörelsemängdsmomentets bevarande.